# 名護郵便局
名護郵便局（なごゆうびんきょく）は沖縄県名護市にある郵便局。民営化前の分類では集配普通郵便局であった。

## 概要
住所：〒905-8799 沖縄県名護市東江1-11-14

## 沿革
- 1874年（明治7年）3月20日 - 名護郵便取扱所として開設[1]。
- 1875年（明治8年）1月1日 - 名護郵便局（五等）となる。
- 1887年（明治20年）11月1日 - 為替・貯金取扱を開始。
- 1902年（明治35年）2月1日 - 名護郵便電信局となる。
- 1903年（明治36年）4月1日 - 通信官署官制の施行に伴い名護郵便局となる。
- 1945年（昭和20年） - 沖縄が、米軍統治下に入る。
- 1952年（昭和27年）4月1日 - 琉球政府発足により、同政府郵政局（のちの琉球郵政庁）管轄下に入る。
- 1958年（昭和33年） - 元東江小学校があった現在地に移転[2]。
- 1972年（昭和47年）5月15日 - 沖縄返還に伴い、郵政省沖縄郵政管理事務所管轄の集配普通郵便局[3]である名護郵便局として設置[4]。
- 1979年（昭和54年）10月 - 局舎新築落成。
- 1981年（昭和56年）2月2日 - 屋部郵便局から集配業務を移管。
- 1992年（平成4年）8月3日 - 外国通貨の両替および旅行小切手の売買に関する業務取扱を開始。
- 2007年（平成19年）10月1日 - 民営化に伴い、併設された郵便事業名護支店に一部業務を移管。
- 2012年（平成24年）10月1日 - 日本郵便株式会社の発足に伴い、郵便事業名護支店を名護郵便局に統合。

## 取扱内容
- 郵便、印紙、ゆうパック、内容証明
- 貯金、為替、振替、振込、国際送金、外貨両替・トラベラーズチェック、国債、投資信託
- 生命保険、バイク自賠責保険、自動車保険
- ゆうちょ銀行ATM
- 「905-00xx」区域（名護市名護・屋部両地域）の集配業務
- ゆうゆう窓口

## 周辺
- 名護中央公園
- 名護博物館
- 名護市消防本部
- 名護漁港

## アクセス
- 琉球バス交通、沖縄バス 東江停留所、もしくは名護職安前停留所下車
- 沖縄自動車道 許田ICから北へ約5.6km
- 国道58号 東江4北交差点を東に折れて約200m
- 駐車場あり：11台